# 백화요란 사무라이걸즈
백화요란 사무라이걸즈(百花繚乱 サムライガールズ )는 일본의 출판사인 '하비 재팬'이 2009년에 창업 40주년을 맞이해 이를 기념하고자 진행한 미디어믹스 프로젝트 작품으로 출간된 소설판과 그것과 이름이 같은 애니메이션이자, 동명의 연재만화를 가리킨다.
일본에 유신이 일어나지 않고 막부 시대가 계속되고 있다는 설정을 가지고 출발하는 이 작품은, 사무라이를 양성하는 교육기관인 ' 부오우 학원'에 모인 소년소녀들을 중심으로 저마다의 추구하는 정의를 이륙하면서 일본에 닥치게 될 위기를 극복해 나가는 이야기를 담고 있다고 한다.
애니메이션은 2010년에 총 12화로 완결되었고, 부가로 짤막한 에피소드를 가진 6편의 OVA와 6편의 특별판이 나왔다.

## 등장 인물
야규 무네아키라(柳生 宗郞)
성우 - 히라카와 다이스케
본 작품의 주인공. 400년 넘게 도쿠가와 가문의 검술 지도를 담당해 온, 야규가의 차기 당주. 부오우 학원 안의 검술 도장인 '야규 도장'의 사범 대리를 맡고 있다. 그만큼 검 실력은 상당한 편이며 전투에서도 뛰어난 판단 · 지휘 능력을 발휘하곤 한다. 누군가에게나 상냥하고 분별력 있는 행동을 보이는 한편, 불의한 것이나 부조리한 것에는 참지 못 하는 열혈한이라 한다.
그리고 그도 알지 못 했던, 마스터 사무라이를 부릴 수 있는 '장수'로서의 능력을 가지고 있다.
야규 쥬베에 미츠요시(柳生 十兵衛 三厳)
성우 - 유우키 아오이
어느날 하늘에서 전라의 상태로 떨어진 수수께끼의 미소녀. 그 시점까지의 기억은 없고 자신을 '야규 쥬베'라 칭하며 무네아키라를 '오빠'라 부르며 따르고 있다. 밝고 천진난만한 성격과 어리숙한 모습을 보이곤 한다. 하지만 무네아키라와 키스를 하면, 평소엔 잠들어 있던 다른 인격이 각성해 무시무시한 실력의 사무라이가 된다.
실은 그녀는 아마쿠사 시로를 섬기던 마스터 사무라이였으나, 무슨 이유인지 그녀는 아마쿠사 시로를 버리고 무네아키라를 '장수'로 받아들였는지는 의문이다.
전투시 사용하는 무기는 두 자루의 일본도.
사나다 유키무라(真田 幸村)
성우 - 쿠기미야 리에
나이는 아직 어려 보이지만 뛰어난 책략가로, 자신만만한 언행과 더불어 그에 어울리는 식견과 담력을 가진 소녀. 하지만 어린이같은 체형과 넓은 이마를 콤플렉스로 가지고 있다. 일본에 위험이 닥쳐온다는 걸 예견하고 토쿠가와 학생회에 충고했으나 오히려 토요토미파라는 이유로, 지명수배를 받게 돼버린다. 그러다 무네아키라와 만나게 되고 여러 일을 겪게 되면서 무네아키라에게 호감을 갖게 된다. 이후 무네아키라와 키스를 하여 마스터 사무라이화할 수 있게 된다.
전투시 사용하는 무기는 두 개의 거대한 부채.
토쿠가와 센(徳川 千)
성우 - 코토부키 미나코
쇼군가의 따님으로, 부오우 학원의 학생회장인 토쿠가와 요시히코의 여동생이면서 부회장을 맡고 있다. 성격도 제멋대로이고 약간 새디스틱한 모습도 보이곤 한다. 어릴 적부터 친구 사이인 무네아키라를 좋아해왔으나, 자신의 감정을 솔직하게 표현하지 못 하고 있다. 그러다 무네아키라와 키스를 하여 마스터 사무라이화할 수 있게 된다.
전투시 사용하는 무기는 '나기나타'라 부르는 언월도같은 칼.
고토 마타베(後藤 叉兵衛)
성우 - 코바야시 유우
사나타 유키무라를 섬기는 종자. 항상 유키무라와 행동을 같이 하고 있다. 몸집이 크고 과묵하지만 보기보다는 세심하게 남을 잘 배려해주는 성격으로 요리를 잘 한다.
전투시 사용하는 무기는 '아리'라 부르는 일본식 창.
핫토리 한조 요시나리(服部 半藏 美成)
성우 - 고토 사오리
학생회 집행부의 선도부장으로, 여성으로만 구성된 선도부를 이끌고 있다, 고도의 기술로 제작된 특수한 안경과 메이드복을 연상시키는 닌자복을 착용하고 있는 게 특징. 센에게 충성스러운 모습을 보이나, 센에게 충성심 이상의 감정을 가지고 있는 듯 하다.
전투시 사용하는 무기는 닌자가 쓰는 무기들을 사용하며, 주로 쓰는 무기는 손잡이를 양쪽으로 붙인 닌자도.
야규 기센(柳生 義仙)
성우 - 미즈하라 카오루
쥬베와 마찬가지로 하늘에서 전라의 상태로 떨어진, 안대를 착용한 수수께끼의 미소녀. 변태스러운 성격을 가졌으며 쥬베를 '언니'라 부르며 따르며, 무네아키라를 주인으로서 따르는 모습을 보인다. 하지만 실은 아마쿠사 시로의 마스터 사무라이로, 쥬베를 되찾고 아마쿠사 시로를 부활시키려고 일을 꾸민다. 마스터 사무라이화하면 쥬베를 압도하는 무시무시한 실력을 가지게 된다.
전투시 사용하는 무기는 가위처럼 생긴 일본도.
나오에 카네츠구(直江 兼続)
성우 - 토요사키 아키
자신을 사랑에 죽고 사랑에 사는 '사랑의 전사'라 칭하는 사무라이. 유키무라하곤 오래전부터 알던 사이. 요시히코의 명으로 야규 일행들을 감시하기 위해 야규 도장에 온다. 그러나 나중에 요시히코에게 버림받았다는 걸 알게 된 후, 무네 아키라의 악행(?)을 저지하기 위해 도장에 머문다. 본인은 지극히 진지하다고 생각하지만 너무 진지해서 행동이 엇나가거나 말도 안되는 실수를 저지를 때가 많아, 보기와 달리 바보인 듯 함.
전투시 사용하는 무기는 거대한 망치.
사루토비 사스케(猿飛 佐助)
성우 - 아카사키 치나츠

마에다 케이지(前田 慶次)
성우 - 노토 마미코

우에스기 카게카츠(上杉 景勝)
성우 - 우치다 마아야

토쿠가와 요시히코(徳川 慶彦)
성우 - 사쿠라이 타카히로
부오우 학원의 학생회장이자 25대 쇼군의 아들이자 차기 쇼군. 장신에 긴 머리카락을 가졌으며 외모에서 품기는 패기가 인상적. 아직 학생 신분이지만 외교에서도 뛰어난 실력을 발휘하고 있다.
그는 아마쿠사 시로로부터 일본을 지켜야 하는, 쇼군으로서의 임무를 위해, 마스터 사무라이를 양산하려고 이자나미 계획을 실행한다.
샤를르 드 달타니안(シャルル・ド・ダルタニアン)
성우 - 코시미즈 아미
요시히코를 따르는 마스터 사무라이. 보통 '니아'라는 애칭으로 불림. 사무라이지만 일본인이 아닌 프랑스인이며, 또한 장수와 사무라이간의 정식적인 계약을 통한 것이 아닌 요시히코의 이자나미 계획으로 인위적으로 만들어져 반강제적으로 맺어진 마스터 사무라이. 그러나 본인은 요시히코와 처음 만났을 때부터 그에게 호감을 품고 있었다고 한다. 전투 능력은 기센과 쥬베와 비슷한 정도.
전투시 사용하는 무기는 두 자루의 양날검.
미야모토 무사시(宮本 武蔵)
성우 - 히카사 요코

사사키 코지로(佐々木 小次郎)
성우 - 신도 나오미

아라키 마타에몬(荒木 又右衛門)
성우 - 토마츠 하루카

호조인 인슌(宝蔵院 胤舜)
성우 - 사토 사토미